# Channel Zero (série télévisée)
Pour les articles homonymes, voir Channel Zero (homonymie).
 (février 2018).
Si vous disposez d'ouvrages ou d'articles de référence ou si vous connaissez des sites web de qualité traitant du thème abordé ici, merci de compléter l'article en donnant les références utiles à sa vérifiabilité et en les liant à la section « Notes et références ».
Channel Zero est une série télévisée américaine anthologique fantastique en 24 épisodes d'environ 42 minutes créée par Nick Antosca et diffusée entre le 11 octobre 2016 et le 31 octobre 2018 sur Syfy. Chaque saison s'inspire de célèbres histoires horrifiques et de légendes urbaines découvertes sur le Net appelées creepypastas.
En France, la saison 2 de la série sera diffusée en version française le 21 novembre 2017 sur Syfy, la saison 1 à partir du 12 décembre 2017, la saison 3 à partir du 13 mars 2018 et la saison 4 à partir du 23 octobre 2018. Elle reste inédite dans les autres pays francophones.

## Synopsis

### Saison 1
Cette première saison est inspirée du roman de Kris Straub, mais aussi de faits traitant de la creepypasta trouvés sur le Net.

### Saison 2
Cette saison est diffusée depuis le 27 septembre 2017. Elle s'inspire de la création de Brian Russell.

### Saison 3
Dans la troisième saison, on rencontre Alice, une jeune femme qui vient d'emménager dans une nouvelle maison dans laquelle elle entend parler de mystérieuses disparitions qui pourraient être liées à d'étranges escaliers dans les pires quartiers de la ville. Aidée de sa sœur, Alice va découvrir que les habitants sont les proies d'un dangereux prédateur.

### Saison 4
La quatrième saison tournera autour des personnages de Tom & Jillian Hodgson, un couple marié, qui, après avoir découvert une étrange porte dans leur sous-sol, verront leurs secrets de mariage menacer leur relation et leur propre vie.

## Distribution

### Saison 1
- Paul Schneider : Mike Painter
- Fiona Shaw : Marla Painter
- Luisa D'Oliveira : Amy Welch
- Natalie Brown : Jessica Yolen
- Shaun Benson : Gary Yolen
- Luca Villacis : Eddie Painter/Mike Painter jeune
- Abigail Pniowsky : Lilly Painter
- Marina Stephenson Kerr : Frances Booth

### Saison 2
- Amy Forsyth : Margot Sleator
- John Carroll Lynch : John Sleator
- Aisha Dee : Jules
- Jeff Ward : Seth
- Seamus Patterson : J.D. Shields
- Sebastian Pigott : Dylan Evans
- Jess Salgueiro : Lacey Evans
- Melanie Nicholls-King : Brenna Koja

### Saison 3
- Olivia Luccardi : Alice Woods
- Holland Roden : Zoe Woods
- Rutger Hauer : Joseph Peach
- Brandon Scott : Luke Vanczyk
- Gissette Valentin : Adrianna Gutierrez
- Diana Bentley : Edie Peach
- Luwam Mikael : Melissa Vanczyk
- Bradley Sawatzky : Aldous Peach
- Krisha Fairchild : Louise Lispector

### Saison 4
- Brandon Scott : Tom Hodgson
- Maria Sten : Jillian Hope Hodgson
- Steven Robertson : Ian
- Barbara Crampton : Vanessa Moss
- Gregg Henry : Bill Hope
- Greg Bryk : Detective McPhillips
- Troy James : Pretzel Jack
- Diana Bentley : Sarah Winters
- Steven Weber : Abel Carnacki

## Production
Le 18 novembre 2015, Syfy commande directement deux saisons.
Le 15 janvier 2019, la série est annulée.

## Épisodes

### Saison 1:Candle Cove(2016)
1. Retour à Iron Hill (You Have to Go Inside)
2. Je te tiendrai la main (I'll Hold Your Hand)
3. Ça ne fait que commencer (Want to See Something Cool?)
4. Je ne suis pas Lily (A Strange Vessel)
5. L'Invité d'honneur (Guest of Honor)
6. Fin de partie (Welcome Home)

### Saison 2:The No-End House(2017)
1. Ce n'est pas la réalité (This Isn't Real)
2. Huis Clos (Nice Neighborhood)
3. Attention aux cannibales (Beware the Cannibals)
4. Le Labyrinthe (The Reflection)
5. Home sweet home (Home)
6. Sacrifices (Piece by Piece)

### Saison 3:Butcher's Block(2018)
1. Symptômes insidieux (Insidious Onset)
2. Le Désarroi et la douleur (Father Time)
3. En haut des marches (Live Bait)
4. Réunion de famille (Alice in Slaughterland)
5. La Porte rouge (The Red Door)
6. L'Autel du diable (Sacrifice Zone)

### Saison 4:The Dream Door(2018)
1. La Porte des secrets (Ashes on My Pillow)
2. Le Gardien (Where Do You Sleep Last Night)
3. Maux d'amour (Love Hurts)
4. Quand éclate la colère (Bizarre Love Triangle)
5. Tu m'appartiens (You Belong to Me)
6. Nous deux (Two of Us)